# 金珍圭
金珍圭（1985年2月16日—），出生於大韓民國庆尚北道盈德郡，是一位韩国職業足球員，目前效力於K聯賽球隊FC首尔。

## 俱乐部生涯
2003年，金珍圭从K联赛球队全南天龙开始了自己的职业生涯。2003赛季，他成为全南龙俱乐部历史上最年轻的进球队员。出色的身体条件吸引了日本球队的关注。两年后加盟日本J联赛磐田喜悦，2007年金珍圭重返全南天龙，一个赛季后又加盟FC首尔。
2011年1月，中超球队大连实德正式对外宣布，金珍圭正式加盟球队，双方签订了两年的合同。金珍圭此后因伤季基本要整个赛季无缘上场比赛，在这样一种情况下，大连实德选择了提前解约。而且在球队的韩国籍主帅朴成华下课后，金珍圭也萌生了去意。
2011年7月，金珍圭租借加盟日本职业足球联赛球队甲府风林6个月，但他并没有得到太多出场机会，仅在联赛中出场4次，打进1球，未能挽救甲府风林降级的命运。2012年1月，金珍圭回到FC首尔。

## 国家队生涯
金珍圭在年仅18岁之时就入选了韩国国奥队，金珍圭的国脚生涯始于2004年的亚洲杯。2005年，金珍圭在东亚四强赛与中国队的比赛当中打入扳平比分的一球。2006年，当时効力日本磐田喜悦的金珍圭入选了德国世界杯的23人参赛名单，身披6号战袍。一年之后，金珍圭又以绝对主力的身份参加了亚洲杯。

## 外部連結
- FIFA Player Statistics （页面存档备份，存于）
- Club & Country Statistics （页面存档备份，存于）